# Происхождение гуннов
Происхождение гуннов — основные научные и околонаучные версии происхождения гуннов и постановка вопроса их этнической принадлежности.

## История
Происхождение гуннов и их связь с другими народами, идентифицированными в древних источниках как иранские гунны, такими как хиониты, гунны-алхоны, кидариты, эфталиты, незаки и хуна, были предметом давних научных споров. В 1757 году Жозеф де Гинь впервые предположил, что гунны идентичны хунну. Затем этот тезис популяризировал Эдвард Гиббон. С тех пор ученые обсуждали это предложение по поводу его лингвистических, исторических и археологических достоинств. В середине двадцатого века эта связь подверглась критике со стороны китаеведа Отто Дж. Менхен-Хельфена и в значительной степени потеряла популярность. Некоторые недавние ученые высказались в пользу той или иной формы связи, и эта теория вернулась в мейнстрим, но остается спорной.
Главным свидетельством связи хунну с европейскими и иранскими гуннами является сходство их имен. Подтверждающие доказательства предоставлены историческими записями, указывающими на то, что термин Xiongnu использовался для людей, упоминаемых в согдийских и санскритских текстах как Xwn и Huṇa соответственно, термины, используемые для народов, называемых гуннами на Западе. Другой важной связью является использование подобных металлических котлов европейскими гуннами и хунну. Однако остается ряд значительных различий, в том числе в целом разные археологические профили и большое разнообразие обычаев, засвидетельствованных среди различных гуннских групп. Кроме того, существует двухсотлетний разрыв между последней зарегистрированной деятельностью хунну и первым появлением гуннов в Европе и Центральной Азии. Эти проблемы заставили многих ученых отвергнуть идентификацию.

## История идеи происхождения хунну
Жозеф де Гинь (1757 году) впервые предположил связь между европейскими гуннами и хунну на основе сходства кочевого образа жизни обоих народов и сходства их имен. Составляя это уравнение, де Гинь не был заинтересован в установлении какой-либо культурной, языковой или этнической связи между хунну и гуннами: вместо этого именно способ политической организации сделал обоих «гуннами». Затем это уравнение было популяризировано благодаря его принятию Эдвардом Гиббоном в его «История упадка и разрушения Римской империи» (1776—1789). Дэвид Кертис Райт выводит часто повторяемый миф о том, что Великая Китайская стена была построена для отражения хунну от прохода в Гиббоне. Гиббон утверждал, исходя из своего чтения де Гиня, что иранские («белые») и европейские гунны произошли от двух отдельные подразделения хунну, пережившие разрушение их режима вблизи самого Китая. После Гиббона этот тезис быстро получил широкое признание среди различных историков гуннов.
В девятнадцатом веке этот вопрос в основном обсуждался лингвистами, которые стремились связать имя и язык хунну или гуннов друг с другом. Поскольку для учёных девятнадцатого века язык был тесно связан с этнической принадлежностью, возникла необходимость доказать как физическое происхождение гуннов от хунну, так и то, что они говорили на одном языке. Хотя теория происхождения хунну оставалась популярной, ряд ученых выдвинули возражения, поскольку считали, что гунны говорили на финно-угорском языке, тогда как хунну говорили на тюркском или монгольском языке. Точно так же некоторые русские ученые девятнадцатого века утверждали, что гунны говорили на славянском языке и, следовательно, не могли быть потомками неславяноязычных хунну. В конце девятнадцатого века классический историк Джон Бьюри поставил под сомнение отождествление де Гиньем и Гиббоном гуннов с хунну, утверждая, что у них просто были похожие имена. Однако позже он пересмотрел эту позицию и принял её.
В начале двадцатого века немецкий китаевед Фридрих Хирт обнаружил в китайских анналах, главным образом в Вэй шу, отрывки, которые, по его мнению, доказывали связь между гуннами и хунну. Работа Хирта убедила многих, и к 1940-м годам историки и археологи пришли к общему мнению, что хунну и гунны связаны между собой. Однако в 1945 году Отто Дж. Менхен-Хельфен утверждал, что Хирт неверно истолковал китайские анналы. Благодаря работе Менхен-Хельфена «тезису Хирта был нанесен значительный удар». Менхен-Хельфен также выступал против идентификации, основанной на тогдашней археологии и на этнографических основаниях. Менхен-Хельфен продолжал подвергать сомнению новые теории, которые приравнивали гуннов и хунну на основании их имён в нескольких статьях и в его самой важной работе «Мир гуннов» (173). Скептицизм Менхен-Хельфена подхватил и выдающийся евразийец Денис Синор.
В 2009 году Кристофер Беквит ссылается на наличие «общего консенсуса среди евразийцев» в том, что хунну и гунны не связаны между собой. Этот консенсус был оспорен историком Этьеном де ла Васьером (2005 и 2015 годах), историком и лингвистом Кристофером Этвудом (2012 году), археологом Тошио Хаяши (2014 году) и историком Хён Джин Кимом (2013 и 2015 годах). Тем не менее, в своей статье в 2020 году Александр Савельев и Чунгвон Чжон называют предполагаемую связь «лишь ограниченной поддержкой в современной науке».

## Этимологическое доказательство
Главным доказательством, связывающим хунну с другими гуннскими группами, является очевидное сходство их имен. Они записаны на китайском языке как Xiōngnú, греческом Οὖννοι (Ounnoi), латинском Hunni, согдийском Xwn, санскрите Hūṇa, среднеперсидском Ẋyon и армянском Hon-k’. Эквивалентность значения Ẋyon и Hun показана сирийским использованием Hūn для обозначения людей, называемых Ẋyon в персидских источниках, в то время как зороастрийские тексты на персидском языке используют Ẋyon для людей, называемых Hūna на санскрите. Этьен де ла Васььер показал, что Xiōngnú, а также согдийские и санскритские термины Xwm и Hūna использовались для обозначения одних и тех же народов. Тем временем гунны Алчон идентифицируют себя как ALXONO на своих монетах, а xono представляет гуннов: в индийских источниках они были идентифицированы как Hūna. Эфталиты идентифицируют себя как OIONO, что, вероятно, является версией гуннов, на их чеканке и называются «белыми гуннами» греческим историком Прокопием и «белыми хуннами» (Śveta Hūṇa) санскритскими авторами. Китайский Вэй шу засвидетельствовал титул Веннаша для кидаритских правителей из Бактрии, завоевавших Согдию, который Кристофер Этвуд и Казуо Энноки интерпретируют как китайскую транскрипцию имени Оннашах, что означает царь гуннов; византийцы также называли этих людей гуннами.
Ссылаясь на гуннов и хунну, Денис Синор утверждал, что это было просто «случайное совпадение двух имен», которое привело к идентификации. Менхен-Хельфен считал, что иранские гунны (хиониты, эфталиты и хуна) носили то же имя, хотя и сомневался в значении этого факта. Он утверждает, что «гунны и гсиун-ну, возможно, носили одно и то же имя и все же могли быть такими же разными, как валлонцы от валлийцев или венецианцы от венедов». Ричард Фрай утверждал, что различные иранские гунны намеренно использовали имя гунн. чтобы напугать своих врагов. Такие ученые, как H.W. Бейли и Денис Синор утверждали, что имя гунн могло быть общим названием степных кочевников, происходящим от иранского слова Ẋyon, означающего врагов. Однако де ла Васьер, Кристофер Этвуд и Ким отвергают эту этимологию. И де ла Васьер, и Ким рассматривают очевидное использование того же имени европейскими и иранскими гуннами как «явное указание на то, что они считали эту связь со старой степной традицией имперского величия ценной и значительной, признаком их изначальной идентичности и будущие амбиции без сомнения».
Однако есть потенциальные проблемы с отождествлением имен Xiōngnú и Hun. Менхен-Хельфен отмечает, что китайская транскрипция является лишь приблизительным представлением их настоящего имени. В качестве доказательства его неточности он отмечает, что император Ван Ман фактически переименовал хунну в сян-ну, где первый элемент означает «подчиниться», находясь в плохих отношениях с группой. Позже, в хороших отношениях, он переименовал их в Кунг-ну, где первый элемент означает «уважительный». Кристофер Беквит, кроме того, отмечает, что произношение хунну на древнекитайском языке является неопределенным. Хотя это, вероятно, произносилось как *χoŋnʊ или *χʲoŋnʊ на среднекитайском языке, возможно, оно было перенесено в древнекитайский язык до изменения начального s на χ, что означает, что оно могло соответствовать иранскому имени, такому как сака или skuδa (скифское) . Например Эдвин Пуллиблэнк предложил древнекитайское произношение, похожее на * flông-nah, и связал это имя с кочевым народом, засвидетельствованным в греческом языке как Phrounoi (Φροῦνοι).